# 여성향 게임 세계는 모브에게 가혹한 세계입니다

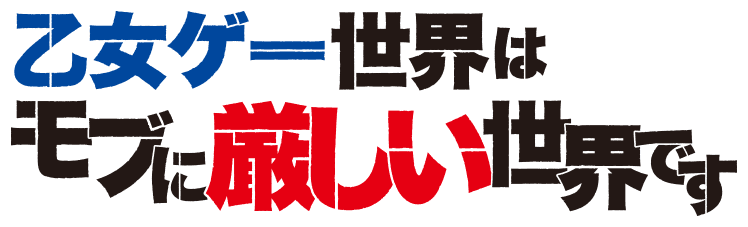

《여성향 게임 세계는 모브에게 가혹한 세계입니다》(일본어: 乙女ゲー世界はモブに厳しい世界です)는 미시마 요무(작가), 몬다(일러스트)가 원작한 일본의 라이트 노벨 소설 작품이다.
여존남비의 오토메 게임 세계로 환생한 모브가 게임지식을 활용해 운명을 바꿔간다는 내용이다. 「소설가가 되자」에 투고된 소설로 2018년 5월부터 GC 노벨즈에서 서적판 간행이 시작되었으며 동년 10월부터는 시오사토 준의 코믹컬라이즈도 이루어지고 있다. 또, 『이 라이트 노벨이 대단해! 2020』의 랭킹에서는 단행본 부문의 8위를 차지했다.

## 줄거리
리온 포우 발트파르트는 어느 날 갑자기 전생의 기억을 떠올리며 자신이 전생에 플레이했던 소녀 게임의 세계로 빠져들고 있음을 깨닫는다.그는 전생에 동생의 제멋대로를 위해 대신 게임을 하다가 클리어한 직후 몸 상태가 나빠져 사망하면서 게임 세계의 남성몹 캐릭터로 환생하고 만 것이다.
환생처는 여존남비의 세계이고, 리언은 닥치는 고난을 타개하기 위해 게임 지식을 통해 로스트 아이템을 손에 넣는다.
그러나 이번에는 입학한 학원에서 재학 중 신랑감을 찾아야 하는 시련이 기다리고 있었다. 질린 리온이지만, 거기서, 마리에라고 하는 수수께끼의 여성이 주인공이 있어야 할 위치에 서 있는 것을 깨닫는다.
전생에 게임의 배드엔드는 세계의 파멸로 이어지고 있으며, 마리에가 시나리오를 왜곡함으로써 최악의 미래가 일어날지도 모른다는 우려를 품은 리온은 상관없다고 생각했던 게임의 스토리에 마지못해 관련되어 가게 된다. 이윽고 리온은 본래의 오토메 게임의 주인공 올리비아, 그리고 악역 아가씨 안젤리카를 자기편으로 하여 위세의 길을 걸어간다.

## 대한민국 제작진
- 책임프로듀서: 김연숙
- 프로듀서: 송희운
- 번역: 노주희
- 편집: 손윤지
- 제작: playback
- 기획: 애니맥스